# حیدرآباد (جرقویه)
حیدرآباد روستایی در دهستان جرقویه وسطی بخش مرکزی شهرستان جرقویه استان اصفهان ایران است. این روستا در فاصله ۶۰ کیلومتری شهرستان ورزنه واقع شده‌است.

## جمعیت
بر پایه سرشماری عمومی نفوس و مسکن در سال ۱۳۹۵ جمعیت این روستا ۷۳۲ نفر (۲۵۰خانوار) بوده‌است.